# Kazper Karlsson
Kazper Karlsson (Göteborg, 21 marzo 2005) è un calciatore svedese, centrocampista dell'AIK.

## Carriera

### Club
Cresciuto nell'Halmstad, il 2 luglio 2021 ha firmato il suo primo contratto professionistico ed il 18 agosto seguente ha debuttato in prima squadra nell'incontro di Svenska Cupen vinto 3-0 contro il Räppe GoIF. Ha debuttato in Allsvenskan il 2 aprile 2023 contro l'AIK ed il 27 maggio ha segnato il suo primo gol nella vittoria per 2-0 contro il Mjällby.
Il 1º febbraio 2024 è stato acquistato a titolo definitivo dal Bologna, che lo ha assegnato alla propria formazione Primavera. Il 2 gennaio 2025, senza aver mai debuttato in prima squadra, è stato ceduto a titolo definitivo all'AIK, nuovamente nella prima divisione svedese.

### Nazionale
Ha giocato nelle nazionali giovanili svedesi Under-17 ed Under-19.

## Statistiche

### Presenze e reti nei club
Statistiche aggiornate al 17 aprile 2025.
| Stagione        | Squadra         | Campionato      | Campionato | Campionato | Coppe nazionali | Coppe nazionali | Coppe nazionali | Coppe continentali | Coppe continentali | Coppe continentali | Altre coppe | Altre coppe | Altre coppe | Totale | Totale | Totale |
| Stagione        | Squadra         | Comp            | Pres       | Reti       | Comp            | Pres            | Reti            | Comp               | Pres               | Reti               | Comp        | Pres        | Reti        | Pres   | Reti   |        |
| --------------- | --------------- | --------------- | ---------- | ---------- | --------------- | --------------- | --------------- | ------------------ | ------------------ | ------------------ | ----------- | ----------- | ----------- | ------ | ------ | ------ |
| 2021            | Halmstad        | A               | 0          | 0          | CS+CS           | 0+1             | 0               | -                  | -                  | -                  | -           | -           | -           | 1      | 0      |        |
| 2022            | Halmstad        | S1              | 18         | 0          | CS+CS           | 1+0             | 0               | -                  | -                  | -                  | -           | -           | -           | 19     | 0      |        |
| 2023            | Halmstad        | A               | 24         | 2          | CS+CS           | 3+0             | 0               | -                  | -                  | -                  | -           | -           | -           | 27     | 2      |        |
| Totale Halmstad | Totale Halmstad | Totale Halmstad | 42         | 2          |                 | 5               | 0               |                    | -                  | -                  |             | -           | -           | 47     | 2      |        |
| 2025            | AIK             | A               | 1          | 0          | CS+CS           | 0               | 0               | -                  | -                  | -                  | -           | -           | -           | 1      | 0      |        |
| Totale carriera | Totale carriera | Totale carriera | 43         | 2          |                 | 5               | 0               |                    | -                  | -                  |             | -           | -           | 48     | 2      |        |